# Jerzy Król (lekarz)
Jerzy Henryk Król (ur. 21 lutego 1926 w Baranowiczach, zm. 2 listopada 2013 w Poznaniu) – polski lekarz, naukowiec i profesor Akademii Medycznej w Poznaniu, a później Uniwersytetu Medycznego im. Karola Marcinkowskiego w Poznaniu. Uczeń i współpracownik profesora Wiktora Degi.

## Życiorys
Urodził się 21 lutego 1926 w Baranowiczach, woj, nowogrodzkie. Jego rodzicami byli Stefan, wachmistrz 26 pułku Ułanów Wielkopolskich im. K. Chodkiewicza oraz Bronisława z domu Jankowska.
Uczył się w Baranowiczach jednak nie ukończył tam szkoły średniej z powodu wybuchu II wojny światowej.
W czasie okupacji od 1943 walczył w szeregach Batalionów Chłopskich i Armii Krajowej na Kielecczyźnie. Za brawurową postawę w akcji pod Szczekocinami został odznaczony Krzyżem Virtuti Militari. Był ciężko ranny i uratował go Jan Zalas, miejscowy rolnik.
Będąc żołnierzem Armii Krajowej uczył się i w 1945 zdał maturę w Gimnazjum im. Konarskiego w Częstochowie, a następnie rozpoczął studia medyczne na uniwersytecie w Poznaniu. W 1949 otrzymał dyplom lekarza i od 1950 specjalizował się w ortopedii i chirurgii ortopedycznej w Klinice Ortopedii Uniwersytetu Poznańskiego pod kierunkiem prof. Wiktora Degi.
Za pracę „Operacyjne usztywnienie kręgosłupa przeszczepami kostnymi w gruźlicy kręgosłupa u dzieci i dorosłych” uzyskał w 1951 tytuł doktora nauk medycznych i doktora habilitowanego w 1963 na podstawie rozprawy „Zaburzenia odżywcze stawu biodrowego po leczeniu operacyjnym wrodzonego zwichnięcia biodra”. Za tę monografię otrzymał Nagrodę Ministra Zdrowia.
W latach 1954–1966 przebywał na stażach naukowych w Czechosłowacji, Wielkiej Brytanii, Francji, Szwecji, Niemczech i Stanach Zjednoczonych. W latach 1965–1967 z ramienia ONZ pracował w Algierze jako ekspert Światowej Organizacji Zdrowia (WHO) i doradca rządu Algierii do spraw rehabilitacji. Równocześnie w wolnym czasie pracował nieodpłatnie jako chirurg ortopeda i wykonał sześćdziesiąt operacji w lokalnym szpitalu w Al-Attah.
Po powrocie do Poznania w 1967 kontynuował pracę w Klinice Ortopedycznej Akademii Medycznej. Tytuł profesora zwyczajnego otrzymał w roku 1974. W 1972 i 1975 był konsultantem WHO d.s. rehabilitacji dla ośmiu krajów afrykańskich. W 1978 przebywał w Teheranie jako koordynator irańskiego programu rehabilitacji z ramienia Światowej Organizacji Zdrowia. Po ewakuacji personelu ONZ z Iranu w 1979 pracował w WHO w Nowym Jorku.
W latach 1981–1985 kierował w Genewie światowym programem WHO w zakresie rehabilitacji nadzorując i odwiedzając dziesiątki placówek rehabilitacyjnych w Afryce, Ameryce Środkowej i Azji. Profesor Król w latach 1986-1987 był dyrektorem Instytutu Ortopedii i Rehabilitacji Akademii Medycznej w Poznaniu. Przebywał na Madagaskarze w latach 1987-1989 organizując na zlecenie WHO leczenie osób niepełnosprawnych i opiekę środowiskową. Wykonał tam 500 operacji korekcyjnych i wyszkolił 12 chirurgów. Od 1989 do 1996 był kierownikiem Kliniki Ortopedii Instytutu Ortopedii i Rehabilitacji AM w Poznaniu. W 1996 przeszedł na emeryturę, będąc nadal aktywnym jako konsultant i dydaktyk. Był jednym z dwóch laureatów, których Polskie Towarzystwo Ortopedyczne i Traumatologiczne po raz pierwszy uhonorowało ustanowionym w 2008 roku Medalem Wiktora Degi.
Dorobek naukowy prof. Jerzego Króla obejmuje ponad sto publikacji w czasopismach krajowych i zagranicznych, z których większość dotyczy wrodzonego zwichnięcia stawu biodrowego i zagadnień rehabilitacji. Jego osiągnięciami były pierwsze w Polsce (1968) zastosowanie techniki Harringtona w korekcji skoliozy kręgosłupa oraz pierwsze wszczepienie protezy stawu biodrowego typu McKee-Farrar. Był promotorem 7 prac doktorskich i opiekunem 4 prac habilitacyjnych. Był współautorem podręczników Ortopedia i rehabilitacja, Rehabilitacja medyczna (kilku kolejnych wydań), oraz podręczników Światowej Organizacji Zdrowia (WHO) Community Health Worker i Guide for prevention of Deformities in Poliomyelitis. W 1993 na zamówienie WHO napisał podręcznik operacji wad po porażeniowych przeznaczony dla szpitali w krajach rozwijających się.
Był członkiem krajowych i zagranicznych towarzystw naukowych. Ważniejsze odznaczenia obok Virtuti Militari to Polonia Restituta i Krzyż AK. Uchwałą Rady Miasta Poznania otrzymał odznakę Zasłużonego dla Miasta Poznania.